# Elementary School Musical (South Park)
«Elementary School Musical» es el decimotercer episodio de la duodécima temporada de South Park. El episodio fue estrenado por primera vez en Hispanoamérica el 6 de julio de 2009, y es una parodia de la saga de High School Musical.

## Trama
Los chicos están almorzando y Butters anuncia que va a ver Musical de Secundaria 3 de nuevo. Stan y Kyle se preguntan qué es eso y se dan cuenta de que (junto con Cartman y Kenny) no son conscientes acerca de la nueva moda. Wendy, junto con otros chicos, y un estudiante de tercer grado llamado Bridon Gueermo (Trey Parker), comienzan a cantar en la cafetería. Luego, Stan, Kyle, Cartman y Kenny son los únicos niños que se rehúsan a cantar y se van a casa. Después de ver la película, Hicieron un acuerdo para no convertirse nunca en parte de esta moda. Al día siguiente en la escuela todos los niños encuentran en la nueva clase de canto  Stan teme que Wendy se esté enamorando de Bridon porque tienden a compartir las rutinas musicales. Aunque Wendy simplemente lo niega le besa en la mejilla, Stan todavía no cree, cree que Bridon está enamorado de Wendy. Después de negarse a cantar su propia canción a varios niños que caminan a través de los pasillos, Stan conversa con Bridon con la esperanza de alejarlo de Wendy, y descubre que Bridon preferiría jugar baloncesto en vez de cantar. Sin embargo, el padre de Bridon, que es un poco loco y afeminado, se niega a permitirle a desempeñar un deporte "marica". Stan convence a Bridon a levantarse por sí mismo, pero el padre de Bridon le da bofetadas a su madre después de que ella sugiere que Bridon debería jugar baloncesto.
Stan presiona a Bridon a probar con el equipo de baloncesto de todos modos, pero cuando el Sr. Gueermo descubre a su hijo en el gimnasio, él abofetea al entrenador de baloncesto, y al Sr. Mackey, y agresivamente arrastra a Bridon. Stan informa a Servicios de Protección infantil, pero el padre le da bofetadas a los agentes de la SPI hasta que huyen. Más tarde, Bridon intenta huir, pero su padre lo detiene y cuando el padre de Bridon estaba a punto de amenazarle con una bofetada. Bridon golpea a su padre en la nariz, lo que hizo que llorara, y su madre también empieza a golpear a su padre. Al día siguiente, Bridon juega en un juego de baloncesto y hace varias cestas; mientras su padre goza de los aspectos musicales y coreográficos vítores.
Mientras tanto, Kyle, Cartman y Kenny salen con un chico llamado Scott Malkinson (Matt Stone), que es ridiculizado por sus compañeros de los estudiantes porque "sesea y tiene diabetes". En la escuela, Stan se resigna y canta pero en lugar de realizar una improvisada canción pop moderna, canta fuera de tono. A pesar de haber prometido en contra de ello, Stan decide unirse a la tendencia de High School Musical. Kyle, Cartman, Kenny y tratar de convencerlo de lo contrario, recordando lo del acuerdo, pero explica que las cosas están cambiando y que Butters es ahora más popular que ellos.
Al día siguiente, Bebe le pregunta a Bridon por qué él se perdió de ensayos para el musical de la escuela, y explica lo de su juego de baloncesto. Stan, Kyle, Cartman y Kenny luego llevan a cabo con éxito una canción junto con una rutina de baile acerca de Bridon y sus sueños, pero todos los demás están desinteresados y se van a ver a Bridon jugar Baloncesto. Scott se detiene y explica a los chicos de que a las chicas solo le gustaba Bridon y no la moda en sí, cosa que Stan se lamentó pues hizo muchos esfuerzos para nada.

## Recepción
IGN y 411mania.com dieron una calificación relativamente positiva, de 7,5 y 7,4 de 10, respectivamente. Travis Fickett, de IGN comentó que el episodio «no se centra mucho en la idea», mientras que DC Perry, de 411mania lo comparó favorablemente con algunos episodios de la temporada, pero escribió que «Ser uno de los mejores episodios de esta temporada no es realmente un logro... Simplemente parece que se están quedando sin ideas».
En la versión original, a principios de las emisiones de este episodio, el canto de Bridon está notablemente fuera de tono. En posteriores emisiones, la entonación ha sido corregida. Mientras en el doblaje hispanoamericano no se nota este error aunque en el doblaje hispanoamericano las canciones son dobladas al español sin tener el mismo impacto.